# .410 калібр
.410 калібр (.410 bore) — (діаметр кулі 10.2-10.4 мм). Вважається найменш потужним рушничним набоєм. Використовується для спортивно-тренувальної і розважальної стрільби, самооборони та полювання на дрібних тварин.
Крім цього, застосовується в окремих моделях великокаліберних револьверів, деррінджерів і в спеціалізованих збройових системах для виживання (наприклад, M6 Aircrew Survival Weapon).

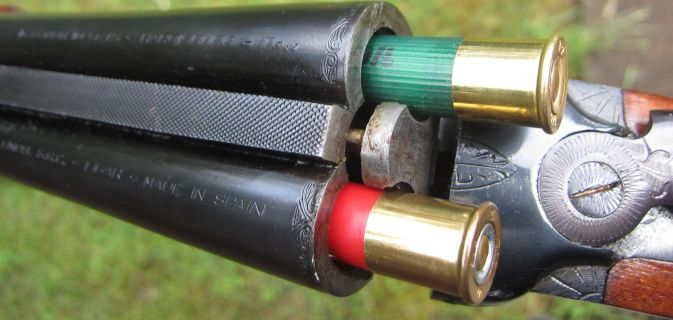
Двоствольна рушниця .410

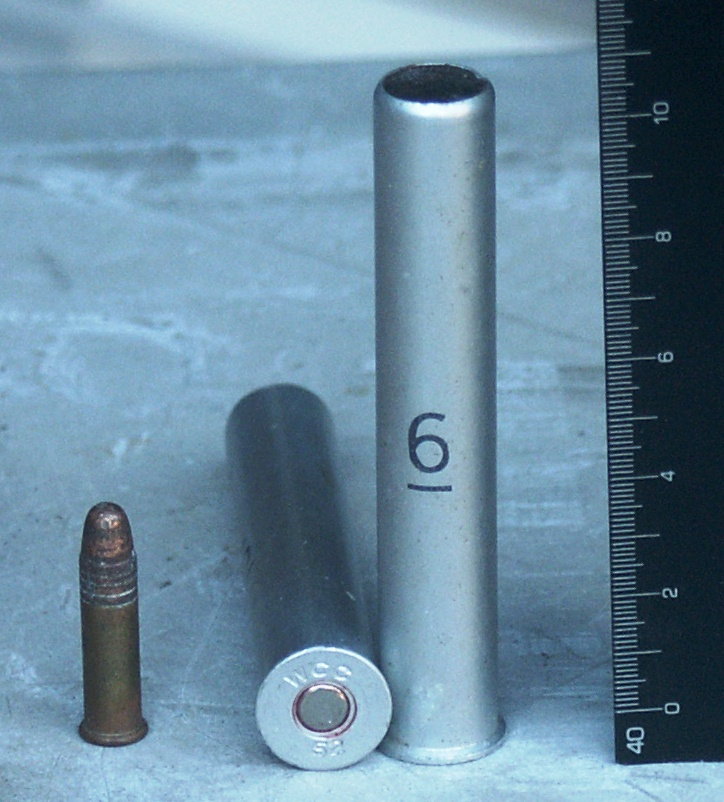
.22 LR і .410 для M6 Aircrew Survival Weapon

## Опис
До загальних переваг цього виду боєприпасів варто віднести низьку вартість, помірну вагу і малу віддачу.
Набій випускають різними виробниками, у значній кількості варіантів озброєння, які значно відрізняються один від одного за своїми характеристиками і якістю.
Найбільше поширення отримали кульові набої (споряджені литою сферичною кулею, кулею Фостера або кулею Бреннеке).
Випускають також набої, споряджені картеччю і набої, споряджені дробом.
Крім того, мисливці і спортсмени часто самостійно споряджають рушничні набої.
У Росії особливо часто зустрічаються набої «Магнум», споряджені сферичною кулею французького виробництва. Набої довжиною 2,5 дюйма, які випускаються американськими фірмами «Вінчестер», «Ремінгтон» і «Federal Cartridge», в основному споряджаються кулями Фостера.

## Варіанти
- .410х50.8 мм — перший варіант набою з довжиною гільзи 2 дюйми, випускався з початку 1890-х років
- .410х70 мм — стандартний патрон з довжиною гільзи 2,5 дюйма;
- .410х76 мм «Магнум».

## Застосування
- Росія — сертифікований в серпні 1996 року[2], застосовується в цивільній спортивно-мисливській зброї, сертифікований як боєприпас для службової зброї, дозволений до використання працівникам відомчої охорони[3], сторожових та воєнізованих підрозділів позавідомчої охорони МВС РФ[4], лісовій охороні[5], використовується приватними охоронними підприємствами[6]

## Зброя яка використовує .410 калібр

### Дробовики
- Сайга-410
- H&R .410 Tamer
- Rossi rio grande 410/65
- МЦ255
- The Savage Model 42[7] (.22 LR/.410)
- Remington 870

### Револьвери/Пістолети
- Taurus Judge (Taurus Model 4510)
- Smith_&_Wesson_Governor
- MIL Thunder 5[en]
- Big Bore .45/.410 Home Defender[8]